# Mejsan
Mejsan (egyszerűsített kínai írással: 眉山市, pinjin: Méishān Shì) prefektúra szintű város Kínában, Szecsuan tartományban. Lakosainak száma 2 955 219 fő (2020).

## Népesség
| 2010 | 2 950 545 |
| 2020 | 2 955 219 |

## Híres személyek
- Szu Hszün - kínai író, költő